# Partit Comunista d'Ucraïna
El Partit Comunista d'Ucraïna (ucraïnès Комуністична партія України Komunistytxna pàrtiia Ukraiiny, KPU) és un partit polític d'Ucraïna. Fou creat el 1993, com a successor del Partit Comunista (Bolxevics) d'Ucraïna amb posterioritat a la desintegració de la Unió Soviètica. El seu actual president és Petró Simonenko.
En l'àmbit internacional el Partit Comunista d'Ucraïna sempre s'ha posicionat a favor dels postulats pro-russos en contraposició als pro-occidentals. Forma part de la Unió de Partits Comunistes, una organització que aglutina a Partits Comunistes de països de l'antiga Unió Soviètica. A les primeres eleccions al Parlament d'Ucraïna de 1994 va ser l'opció política que va obtenir major suport de l'electorat obtenint 83 dels 335 diputats que conformaven l'hemicicle.
A les eleccions al Parlament d'Ucraïna de 1998 va continuar ostentant la condició de primer partit d'Ucraïna, fregant el 25% dels vots traduïts en 121 escons d'un total de 450. A les eleccions al Parlament d'Ucraïna de 2002 patí una primera recessió electoral reduint-se el suport electoral a un 20% i perdent gairebé la meitat de diputats quedant-se amb 66 escons, rellevat com a partit més votat per la coalició liberal reformista la Nostra Ucraïna liderada per Víktor Iúsxenko. A les eleccions al Parlament d'Ucraïna de 2006 el Partit Comunista d'Ucraïna patí un fort daltabaix electoral reduint-se els vots a un 3,66% i 21 escons. A les eleccions al Parlament d'Ucraïna de 2007 el Partit Comunista millorà lleugerament els seus resultats, amb un 5,39% i 27 escons, però continua sent un petit partit marginal.

## Resultats electorals
La següent taula reflecteix l'evolució del vot i d'escons obtinguts pel Partit Comunista d'Ucraïna des de les primeres eleccions legislatives de 1994.
| Eleccions i data | Vots      | %    | Escons |
| ---------------- | --------- | ---- | ------ |
| 1994             | -         | -    | 83     |
| 1998             | 6.550.353 | 24,7 | 121    |
| 2002             | 5.178.074 | 20,0 | 66     |
| 2006             | 929.591   | 3,66 | 21     |
| 2007             | 1257.291  | 5,39 | 27     |

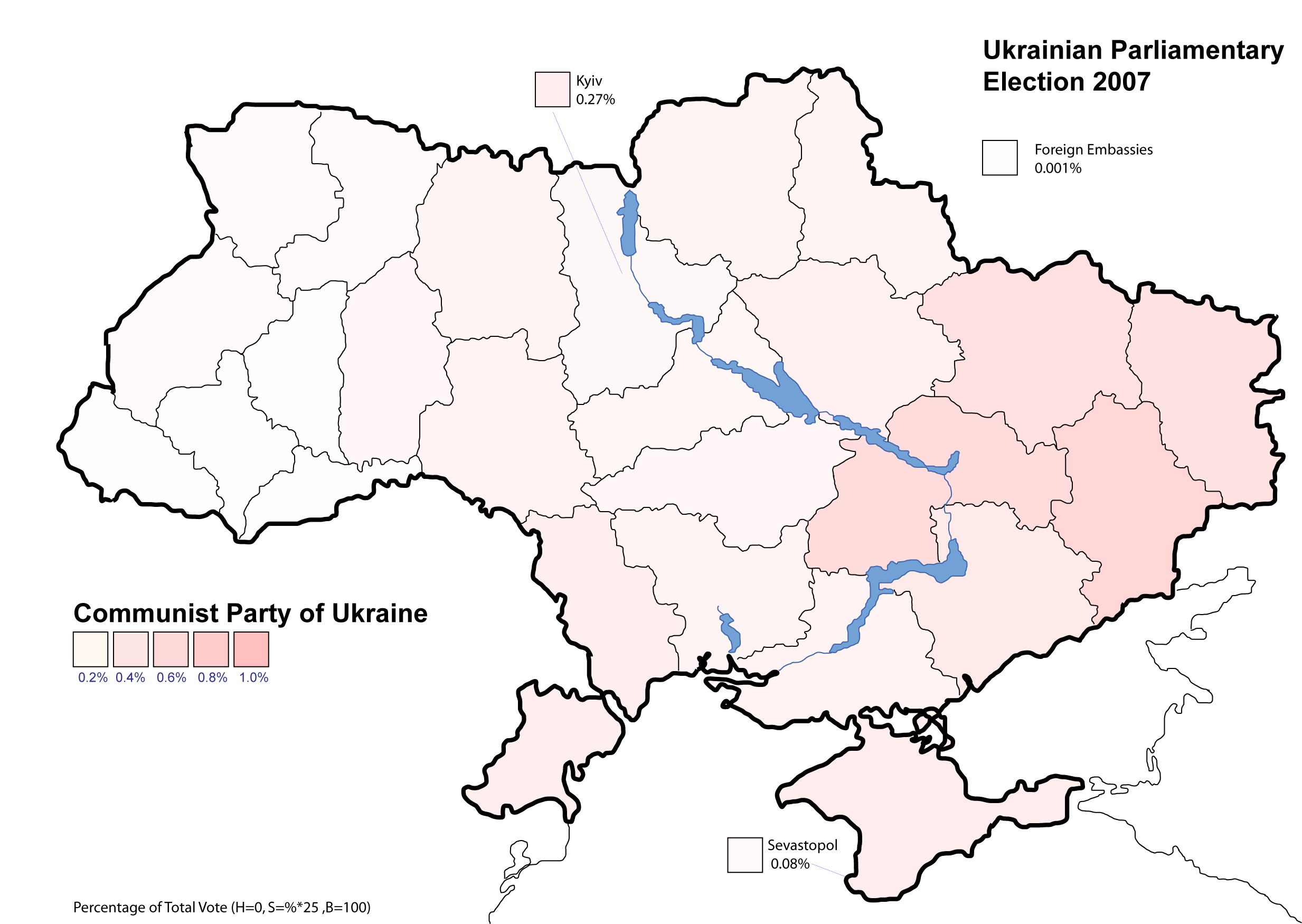
Vots del Partit Comunista d'Ucraïna a les eleccions de 2007

En la següent taula figuren els resultats obtinguts pels candidats del Partit Comunista d'Ucraïna a la presidència del país.
| Eleccions i data                           | Candidat        | Vots (1a volta) | %     | Vots (2a volta) | %     |
| ------------------------------------------ | --------------- | --------------- | ----- | --------------- | ----- |
| Eleccions presidencials ucraïneses de 1991 | -               | -               | -     | -               | -     |
| Eleccions presidencials ucraïneses de 1994 | -               | -               | -     | -               | -     |
| Eleccions presidencials ucraïneses de 1999 | Petró Simonenko | 5.849.077       | 22,24 | 10.665.420      | 37,80 |
| Eleccions presidencials ucraïneses de 2004 | Petró Simonenko | 1.396.135       | 4,97  | -               | -     |
| Eleccions presidencials ucraïneses de 2010 | Petró Simonenko | 872.908         | 3,55  | -               | -     |